# Charlton Athletic F.C.
Charlton Athletic Football Club – angielski klub piłkarski założony 9 czerwca 1905 roku w Londynie, w dzielnicy Charlton, występujący w Championship. Największym jego sukcesem jest zdobycie Pucharu Anglii w 1947 roku. Zespół rozgrywa swoje mecze na stadionie The Valley mogącym pomieścić 27 111 widzów.
Kibicem klubu był włoski pisarz pochodzenia żydowskiego Italo Svevo (1861–1928).

## Sukcesy
- Puchar Anglii: 1947

## Stadion
- Nazwa: The Valley
- Pojemność: 27 111
- Inauguracja: 1919
- Wymiary boiska: 112 × 73 m

## Trenerzy
Stan obecny na 2 grudnia 2017

- Walter Rayner (1920-1925)
- Alex Macfarlane (1925-1928)
- Albert Lindon (1928)
- Alex Macfarlane (1928-1932)
- Albert Lindon (1932-1933)
- Jimmy Seed (1933-1956)
- David Clark (1956, tymczasowo)
- Jimmy Trotter (1956-1961)
- David Clark (1961, tymczasowo)
- Frank Hill (1961-1965)
- Bob Stokoe (1965-1967)
- Eddie Firmani (1967-1970)
- Theo Foley (1970-1974)
- Les Gore (1974, tymczasowo)
- Andy Nelson (1974-1980)
- Mike Bailey (1980-1981)
- Alan Mullery (1981-1982)
- Ken Craggs (1982)
- Lennie Lawrence (1982-1991)
- Alan Curbishley i Steve Gritt (1991-1995)
- Alan Curbishley (1995-2006)
- Iain Dowie (2006)
- Les Reed (2006)
- Alan Pardew (2006-2008)
- Phil Parkinson (2008-2011)
- Keith Peacock (2011, tymczasowo)
- Chris Powell (2011-2014)
- José Riga (2014)
- Bob Peeters (2014–2015)
- Guy Luzon (2015)
- Karel Fraeye (2015-2016)
- Jose Riga (2016)
- Russell Slade (2016)
- Kevin Nugent (2016)
- Karl Robinson (2016–2018)
- Lee Bowyer (2018–)

## Obecny skład
Stan na 2 grudnia 2017
| Nr | Poz. | Piłkarz                          |
| -- | ---- | -------------------------------- |
| 1  | BR   | Ben Amos (wypożyczony od Bolton) |
| 2  | OB   | Lewis Page                       |
| 3  | PO   | Ahmed Kashi                      |
| 4  | PO   | Johnnie Jackson (kapitan)        |
| 5  | OB   | Patrick Bauer                    |
| 6  | OB   | Jason Pearce                     |
| 7  | PO   | Mark Marshall                    |
| 8  | NA   | Leon Best                        |
| 9  | NA   | Josh Magennis                    |
| 10 | PO   | Billy Clarke                     |
| 11 | PO   | Ricky Holmes                     |
| 12 | PO   | Ben Reeves                       |
| 13 | BR   | Dillon Phillips                  |

| Nr | Poz. | Piłkarz                              |
| -- | ---- | ------------------------------------ |
| 14 | PO   | Tarique Fosu                         |
| 15 | OB   | Ezri Konsa                           |
| 17 | PO   | Joe Aribo                            |
| 18 | NA   | Karlan Ahearne-Grant                 |
| 19 | PO   | Jake Forster-Caskey                  |
| 20 | OB   | Chris Solly                          |
| 21 | NA   | Joe Dodoo (wypożyczony od Rangers)   |
| 22 | OB   | Jay Dasilva (wypożyczony od Chelsea) |
| 23 | OB   | Naby Sarr                            |
| 26 | OB   | Harry Lennon                         |
| 33 | OB   | Aaron Barnes                         |
| 34 | PO   | Anfernee Dijksteel                   |

### Gracze na wypożyczeniu
| Nr | Poz. | Piłkarz                                                 |
| -- | ---- | ------------------------------------------------------- |
| 24 | PO   | Regan Charles-Cook (w Woking do 6 stycznia 2018)        |
| 31 | NA   | Josh Umerah (w Wycombe Wanderers do 15 stycznia 2018)   |
| –  | OB   | Archie Edwards (w Bognor Regis Town do 1 stycznia 2018) |

| Nr | Poz. | Piłkarz                                                  |
| -- | ---- | -------------------------------------------------------- |
| –  | NA   | Brandon Hanlan (w Colchester United do 14 stycznia 2018) |
| –  | NA   | Igor Vetokele (w Sint-Truiden do 30 czerwca 2018)        |
| –  | NA   | Nicky Ajose (w Bury do 30 czerwca 2018)                  |